# Flying Five Stakes
Groupe 1
Les Flying Five Stakes est une course hippique de plat se déroulant au mois de septembre sur l'hippodrome du Curragh en Irlande.
C'est une course de groupe I réservée aux chevaux de 3 ans et plus, qui se court sur environ 1 000 mètres (5 furlongs). 
D'abord une Listed disputée à Phoenix Park, elle devient Groupe 3 en 1988 avant d'être transférée à Leopardstown en 1991. En 2002, elle est à nouveau déportée, cette fois au Curragh, et acquiert de façon éphémère le label Groupe 2, durant deux ans, avant de stagner jusqu'en 2015 au niveau Groupe 3. L'année précédente, elle avait été intégrée au Irish Champions Weekend en septembre. Les Flying Five Stakes sont promues Groupe 1 en 2018. La dotation s'élève à 350 000 €.

## Palmarès depuis 2018
| Année | Vainqueur          | S/A | Pays        | Père             | Jockey            | Entraîneur    | Propriétaire                   | Deuxième      | Troisième      | Temps   |
| ----- | ------------------ | --- | ----------- | ---------------- | ----------------- | ------------- | ------------------------------ | ------------- | -------------- | ------- |
| 2024  | Bradsell           | M.4 | Royaume-Uni | Tasleet          | Hollie Doyle      | Archie Watson | Victorious Racing              | Believing     | Makarova       | 0'57"25 |
| 2023  | Moss Tucker        | H.5 | Irlande     | Excelebration    | William J. Lee    | Ken J. Condon | Charlie Bit Me Syndicate       | Get Ahead     | Equality       | 1'00"89 |
| 2022  | Highfield Princess | F.5 | Royaume-Uni | NIght of Thunder | Jason Hart        | John Quinn    | Trainers House Enterprises Ltd | Erosandpsyche | Flotus         | 1'02"51 |
| 2021  | Romantic Proposal  | F.5 | Irlande     | Raven's Pass     | Chris Hayes       | Edward Lynam  | Clipper Logistics Group Ltd    | A Case of You | Glass Slippers | 0'59"77 |
| 2020  | Glass Slippers     | F.4 | Royaume-Uni | Dream Ahead      | Tom Eaves         | Kevin Ryan    | Bearstone Stud                 | Keep Busy     | Sonaiyla       | 1'00"58 |
| 2019  | Fairyland          | M.3 | Irlande     | Kodiac           | Ryan Moore        | Aidan O'Brien | E. Stockwell, Coolmore         | So Perfect    | Invisible Army | 0'57"88 |
| 2018  | Havana Grey        | M.3 | Royaume-Uni | Havana Gold      | Richard Kingscote | Karl Burke    | Global Racing Club & Mrs Burke | Son of Rest   | Sioux Nation   | 0'59"59 |